# ماه میراث سیک

ماه میراث سیک یک ماه یادبود سالانه در کانادا است. این ماه میراث، بزرگداشت و تجلیل از هنر، فرهنگ و میراث سیک در جامعه سیک کانادا است. ماه میراث سیک هر سال در ماه آوریل در کانادا جشن گرفته می‌شود که از سوی دولت کانادا به رسمیت شناخته شده است.

## به رسمیت شناختن
همراه با به رسمیت شناختن ماه آوریل به عنوان ماه میراث سیک توسط دولت کانادا، استان‌ها و شهرهای دیگر نیز ماه میراث سیک را در کانادا به رسمیت می‌شناسند.
- در سال ۲۰۲۴، اورنجویل، انتاریو، ماه آوریل را به عنوان ماه میراث سیک اعلام کرد.[۴]
- در سال ۲۰۲۴، شهر ونکوور ماه آوریل را به عنوان ماه میراث سیک به رسمیت شناخت.[۵]